# DyNet
DyNet  は、ニューラルネットワークの計算および学習を行うためのオープンソースソフトウェアライブラリである。米カーネギーメロン大学の言語技術研究所が主導して開発している

。
特徴として、バックプロパゲーションに必要なデータ構造をプログラムの実行時に動的に生成する手法（Define by Run）の採用が上げられる。
また、機械学習ライブラリの多くは、インターフェースとしてPythonを採用しているため、PythonだけでなくC++から利用できることも特徴である。
GPUによる高速化に対応しているが、複数GPUには対応していない。
C++11以上でコンパイルできる。

## 概要
C++及びPythonから利用できる。

## 応用
- 自然言語処理